# Parafia Narodzenia Najświętszej Maryi Panny w Mikołajewicach
Parafia Narodzenia Najświętszej Maryi Panny w Mikołajewicach – parafia rzymskokatolicka znajdująca się w archidiecezji łódzkiej w dekanacie konstantynowskim.